# Res extra commercium
Res extra commercium es un aforismo propio del derecho romano que significa literalmente cosa fuera del comercio y que comprende aquellos bienes que están fuera de los negocios jurídicos y, por tanto, no pueden ser objeto de la propiedad o posesión de una persona ni tampoco pueden constituir el objeto de ningún contrato o acuerdo, es decir, no pueden ser vendidos, arrendados, prestados, donados ni permutados.
Así, a título de ejemplo, el artículo 1271 del Código Civil de España, establece: Pueden ser objeto de contrato todas las cosas que no están fuera del comercio de los hombres, aun las futuras....

## Historia
El jurista romano Gayo (120-178) distinguía en su obra Instituciones entre res in commercio y res extra commercium, según su capacidad de establecer relaciones jurídicas privadas. Podían estar fuera del comercio por razones de derecho divino, que eran aquellas destinadas a satisfacer exigencias de tipo religioso, o por derecho humano positivo. Dentro de estas últimas estaría la denominada res publica, que comprendería las cosas destinadas a uso público como ríos, puentes, calzadas, plazas, foros, teatros, acueductos, etc.